# ليوناردو ريالبي
ليوناردو خافيير ريالبي مونتانو (بالإسبانية: Leonardo Javier Realpe Montaño)‏ هو لاعب كرة قدم إكوادوري من مواليد 26 فبراير 2001.

## مسيرته
بدأ مسيرته في نادي إنديبندينتي ديل فال الإكوادوري ثم إنتقل لنادي ريد بل براغانتينو البرازيلي.

## وصلات
ليوناردو ريالبي على موقع قاعدة بيانات كرة القدم.إي يو (الإنجليزية)
- ليوناردو ريالبي على موقع Soccerway.com (الإنجليزية)